# Сан Ђорђо (Месина)
Сан Ђорђо је насеље у Италији у округу Месина, региону Сицилија.
Према процени из 2011. у насељу је живело 1913 становника. Насеље се налази на надморској висини од 11 м.